# Vrouwen zonder Verblijfsvergunning
Vrouwen zonder Verblijfsvergunning (ook bekend als Steungroep Vrouwen zonder Verblijfsvergunning, of afgekort: SVZV) is een Nederlandse organisatie, gevestigd in Amsterdam, die zich bezighoudt met de gevolgen van het huidige vreemdelingenrecht en specifiek de positie van vrouwen die zonder geldige verblijfsvergunning in Nederland verblijven.

## Doelstellingen
Vrouwen zonder Verblijfsvergunning richt zich enerzijds op de zelfredzaamheid van vrouwen zonder verblijfsdocumenten, en probeert anderzijds publieke aandacht te creëren voor de omstandigheden waarin deze vrouwen verkeren. Hiermee proberen zij op zowel praktisch als structureel niveau bij te dragen aan de verbetering van de positie van vrouwen zonder verblijfsvergunning. Deze vrouwen ondervinden vaak problemen op het gebied van hun gezondheid, gezinssituatie, juridische positie, werksituatie en veiligheid. Doordat zij geen geldige verblijfsdocumenten bezitten worden zij uitgesloten van de reguliere voorzieningen voor Nederlandse burgers.

## Activiteiten
Vrouwen zonder Verblijfsvergunning staat bekend om de verschillende activiteiten die zij organiseren voor vrouwen zonder verblijfsdocumenten. Naast een wekelijks spreekuur in Amsterdam, organiseert SVZV ook informatiebijeenkomsten in samenwerking met andere organisaties, en probeert (nood)oplossingen te creëren voor vrouwen zonder verblijfsvergunning die in nood verkeren.

## Geschiedenis
Vrouwen zonder Verblijfsvergunning is in 1995 opgericht door Jenneke Arens en Antoinette Bos, omdat zij in de jaren negentig een verharding van het migratiebeleid opmerkten. Zij merkten met name de verslechterde omstandigheden op toen in 1998 de Koppelingswet werd ingevoerd, waardoor de rechten van mensen die niet rechtmatig in Nederland verblijven werden aangepast. Omdat de meeste instanties die opkomen voor de rechten van mensen zonder verblijfsdocumenten overwegend door mannen werd bezocht, besloten zij een organisatie op te richten die zich specifiek op vrouwen zonder verblijfsvergunning richt.